# Cosmaz (Elafiti)
Cosmaz o Cosmech 
(in croato Kosmeč) è un piccolo isolotto della Croazia, dell'arcipelago delle isole Elafiti, situato di fronte alla costa dalmata, nel mare Adriatico. Amministrativamente appartiene alla città di Ragusa (Dubrovnik) nella regione raguseo-narentana.

## Geografia
Cosmaz è un piccolo isolotto rotondeggiante che si trova vicino al lato nord-est dell'isola Liciniana, a nord di porto Galera (uvala Veli Jakljan). L'isolotto si trova tra Liciniana e Giuppana, circa 1 km a sud-ovest di punta dei Sorci (rt Stari brod), la punta settentrionale di Giuppana. Cosmaz ha una superficie di 0,024 km², lo sviluppo costiero di 0,57 km e l'altezza di 27 m.

### Isole adiacenti
- Giuppana (Šipan), a est.
- Isola Liciniana (Jakljan), a sud.
- Isolotto Nudo[8] o Golech[5][6][7] (Goleč), piccolo scoglio di forma allungata, 440 m a nord-ovest; ha un'area di 3010 m²[12] 42°45′00″N 17°49′11″E.

### Cartografia
- (HR) Mappa topografica della Croazia 1:25000, su preglednik.arkod.hr. URL consultato il 27 febbraio 2017.
- G. Giani, Carta prospettiva delle Comuni censuarie della Dalmazia, foglio 12, 1839. Fondo Miscellanea cartografica catastale, Archivio di Stato di Trieste.
- Carta di cabottaggio del mare Adriatico, foglio XI, Milano, Istituto geografico militare, 1822-1824. URL consultato il 16 febbraio 2017 (archiviato dall'url originale il 13 aprile 2013).